# Edward Lane (Schiffbauer)
Edward Lane (russisch Эдвард Лейн; * um 1670; † 28. Maijul. / 8. Juni 1729greg. in Kronstadt) war ein schottisch-russischer Schiffbauer.

## Leben
Lane wurde 1702 in den russischen Dienst aufgenommen und führte Messarbeiten beim Aufbau der Woronescher Admiralität aus. Im Februar 1703 wurde er mit Matrosen und Vorräten zur Olonezer Werft in Lodeinoje Pole geschickt. Er diente nun auf der Fregatte Erzengel Michael, auf der er am Großen Nordischen Krieg teilnahm und den Ladogasee vermaß. Er wurde 1706 zum Kapitan-Porutschik befördert. Ab 1708 modernisierte Lane auf der Olonezer Werft alte Bombarden. Dann wurde er nach St. Petersburg geschickt. Im Oktober 1711 setzte er in Wyborg zwei Brander instand für die Abwehr feindlicher Linienschiffe.
Als 1713 Peter I. plante, Lane zum Anwerben von Arbeitskräften nach England zu schicken, wurde er vom Chef der St. Petersburger Admiralität Alexander Kikin und dem Präsidenten des Admiralitätskollegiums Fjodor Apraxin gebeten, Lane weiter in Russland arbeiten zu lassen. Ab 1713 leitete Lane nach Anweisungen und Zeichnungen Peters I. die Wiederherstellung des Hafens der Insel Kotlin. 1714 rüstete er auf der Insel Kotlin die Flotte aus. Dann leitete er die Anlage des Hafens der Festung Kronschlot. Ab Juni 1715 führte er im Auftrag Peters I. Vermessungen von den Berjosowyje-Inseln vor Primorsk bis Reval und Gogland durch und erstellte Seekarten.
Ab 1716 war Lane am Bau des Militärhafens und des Kanals auf Kotlin beteiligt. 1718 wurde er gemäß dem Ukas Peters I. zur Gründung einer Newa-Flotte in die Liste der Personen der Elite Peters I. aufgenommen, die verpflichtet waren, Boeiers (Eisboote) für den Verkehr auf den Wasserstraßen St. Petersburgs bereitzustellen. Im August 1719 leitete er gemäß dem Ukas Peters I. die Installation von Leuchtfeuern an der Mündung der Sestra und auf der Kotlin-Nehrung. Sein kurzzeitiger Assistent war Tichon Lukin. Ab 1720 beteiligte sich Lane an der Projektierung der Linienschifffestung Kronslot und der Stadt Kronstadt. Er leitete den Bau des Militärhafens, des Handelshafens, des Kronstädter Kanals, der Schleusen, der Docks, der Batterien, des Leuchtturms Stirsudden und des Leuchtturms Tolbuchin. Im April 1721 untersuchte er die Untiefe London im Westen Kotlins, die nach den 1719 havarierten russischen Linienschiffen Portsmouth und London benannt worden war, und errichtete dort nach schneller Genehmigung den Leuchtturm London.
Im Dezember 1721 wurde Lane zur Meeresvermessung nach Rogervik geschickt. Im März 1722 teilte er dem Generalgouverneur Alexander Menschikow mit, dass er eine Zeichnung für einen neuen Hafen Peter I. geschickt habe. Im Juni 1722 beteiligte sich Lane gemäß Ukas Peters I. an der Überprüfung der Abrechnungen beim Bau der Kotliner Hafenanlagen. Dann beaufsichtigte er den Hafenbau in Reval. 1723 beteiligte er sich an der Straßenplanung in Kronstadt und führte Vermessungen für den Ladogakanal durch. Im Januar 1724 erhielt er zu seinem Jahresgehalt von 600 Rubel zusätzlich 200 Rubel. Im Februar 1724 beauftragte ihn Peter I. mit dem Bau einer Festung in Kronstadt.
Als 1725 Peter I. gestorben war, wurde Lane nach St. Petersburg gerufen, um Abschied von Peter I. zu nehmen und die Kaiserin Katharina I. zur Thronbesteigung zu beglückwünschen. 1726 wurde er Mitglied der Kommission zur Überprüfung von Neuerungen bei der Takelage.
Lane starb am 8. Juni 1729 in Kronstadt. Seine Witwe erhielt sein ausstehendes Gehalt von 1200 Rubel.